# Markus Merk
Markus Merk (Kaiserslautern, Renània-Palatinat, 15 de març de 1962) és un àrbitre de futbol alemany. En l'actualitat viu a la localitat d'Otterbach amb la seva família. Va practicar el seu ofici de dentista fins a l'any 2005, quan va deixar d'exercir la professió a causa de la seva oposició a algunes polítiques governamentals i en especial, a l'anomenada Praxisgebühr, una mesura introduïda pel govern alemany que imposava una taxa als pacients.

## Biografia
El 1988, Merk va debutar a la Bundesliga com a l'àrbitre més jove en la història d'aquesta competició. Quatre anys després, va participar en el seu primer partit internacional (Suïssa vs. Bulgària, el 28 d'abril de 1992). A més, va participar en els Jocs Olímpics de Barcelona 1992.
Va arbitrar la final de la Recopa d'Europa de futbol de 1997 entre el FC Barcelona i el Paris Saint Germain, que el Barça va guanyar per 1-0.
Posteriorment, Merk va guanyar reputació com a àrbitre seriós i fiable. Una de les poques polèmiques que ha protagonitzat va ser durant la final de la temporada 2000-2001 de la Bundesliga. Abans del partit final, el Bayern de Múnic superava el Schalke 04 per tres punts, tot i que aquest últim tenia una millor diferència de gols. Merk va arbitrar el partit entre l'Hamburger SV i el Bayern Múnic. Quan Schalke ja havia guanyat el seu partit i l'HSV superava per 1:0 al seu rival, Merk va pitar un tir lliure indirecte als 93' a favor dels bavaresos, que acabaria en gol de Patrik Andersson que donà el títol al seu equip. Merk va ser insultat i atacat físicament per seguidors del Schalke i des d'aquest moment, Merk mai més ha arbitrat al Veltins-Arena.
Merk va rebre el títol de Millor àrbitre del Món els anys 2004, 2005 i 2007. Va arbitrar també la final de la Lliga de Campions de la UEFA 2002-03 i la final de l'Eurocopa 2004, sent el segon àrbitre alemany a participar en una final (prèviament ho havia fet Rudi Glöckner). El 2005, Merk va rebre la Creu al Mèrit en reconeixement del seu servei al futbol i el seu treball solidari a l'Índia.
A la Copa del Món de Futbol de 2006, Merk va participar com a representant del país local en el grup d'àrbitres. Malgrat la seva trajectòria, Merk va ser criticat per les seves participacions en el partit Brasil vs. Austràlia del Grup F (on va ser acusat per Harry Kewell de ser "probrasiler") i en el Ghana vs. Estats Units on va atorgar un vital i polèmic penal als africans. Després d'aquest partit, la seva participació va acabar, en no ser elegit per la FIFA per arbitrar durant la segona ronda.